# Carl Ludvig Studsgaard
Carl Ludvig Studsgaard (19. december 1830 i København – 15. februar 1899 sammesteds) var en dansk kirurg, sønnesøns søn af biskop Christian Beverlin Studsgaard.
Studsgaard tog lægeeksamen 1855, blev dr.med. 1863 (Om Osteomyelitis diffusa), fungerede under krigen 1864 som overlæge på lazaretter og blev 1875 overlæge på den nyoprettede 5. afdeling af Kommunehospitalet. Han overtog 1. afdeling 1884. Studsgaard, der fra 1885 var medlem af Sundhedskollegiet, var en dygtig og dristig operatør. 
Han er begravet på Assistens Kirkegård.